# 五百人院
五百人院 （法語：Conseil des Cinq-Cents）是法国依据共和三年宪法建立的立法机构中的下议院。五百人院组建于督政府时期，解散于执政府前夕。

## 职能
在1795年法国宪法公投后，依据通过的共和三年宪法，五百人院被建立。同年的10月12日至21日，五百人院的第一次成员选举开始。 参选的成员必须要年满30岁，有房屋居住权并能够缴纳税金。为了防止他们遭受无套裤汉和巴黎暴民的骚扰，宪法允许五百人院召开闭门会议。每年，三分之一的成员都会被替换。 
除了有立法机构的职能，五百人院还会在督政官选举时提供一张候选人名单，然后元老院从中选出五位掌握行政权的督政官。五百人院的成员有特殊的官方制服，他们戴着帽子，身穿长袍披肩，就像元老院成员和督政官一样。

## 1795年选举

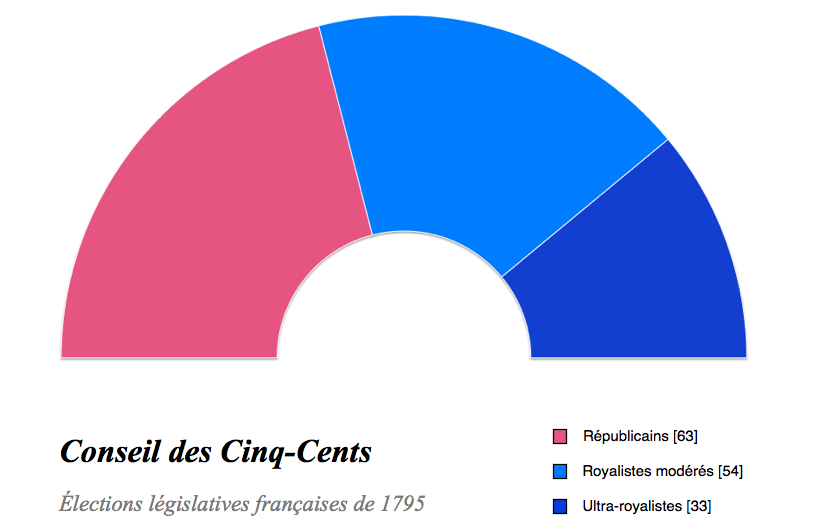
1795年选举结果 - 63名共和人士，54名温和君主主义者，33名极端君主主义者

参见1795年法国督政府选举

## 1797年选举

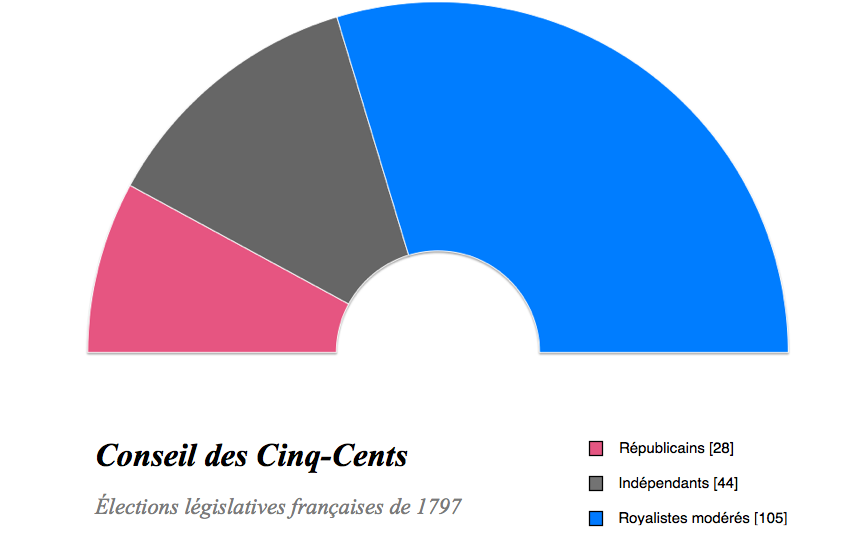
1797年选举结果 - 28名共和人士，44名无党派人士，105名温和君主主义者

在1797年4月的选举中，由于低出席率而导致的违规投票使得结果明显偏向于保皇党人。一些新当选的保皇党议员在五百人院内组成了克利希俱乐部。而让-夏尔·皮什格鲁，这位公认的保皇党人，被当选为五百人院主席。当拿破仑·波拿巴将皮什格鲁的叛国行为报告给督政府后，督政府谴责了整个反革命集团并立即宣布1797年选举无效。随后，督政府发动果月18日政变，逮捕了保皇党人。
支持政变的拉扎尔·奥什将军下令让桑布尔-默兹军团前往巴黎。此刻，拿破仑也派皮埃尔·奥热罗率军前往巴黎。许多议员被逮捕，其中有53名被流放到了法属圭亚那的卡宴。由于热带的疾病极易致人死地，这种流放也被人称为无血断头台（dry guillotine)。反对党的42家报社停办，议会被清洗，选举结果部分作废。

## 1798年选举
参见1798年法国督政府选举
由于1798年4月的选举被人操控，所以五百人院在5月8日通过了一道法令禁止106名新当选的议员上任，这些议员都是左翼的游说分子。 同时，法令也宣布48个省份的选举无效。尽管如此，左翼势力还是于1799年在五百人院中生长起来。在同年的6月18日，五百人院联同元老院发动牧月30日政变，强迫反雅各宾的督政官路易·马里·德·拉雷韦利埃-莱波、菲利普-安托万·梅兰·德·杜艾和让-巴蒂斯特·特雷亚尔辞职。

## 雾月18日政变

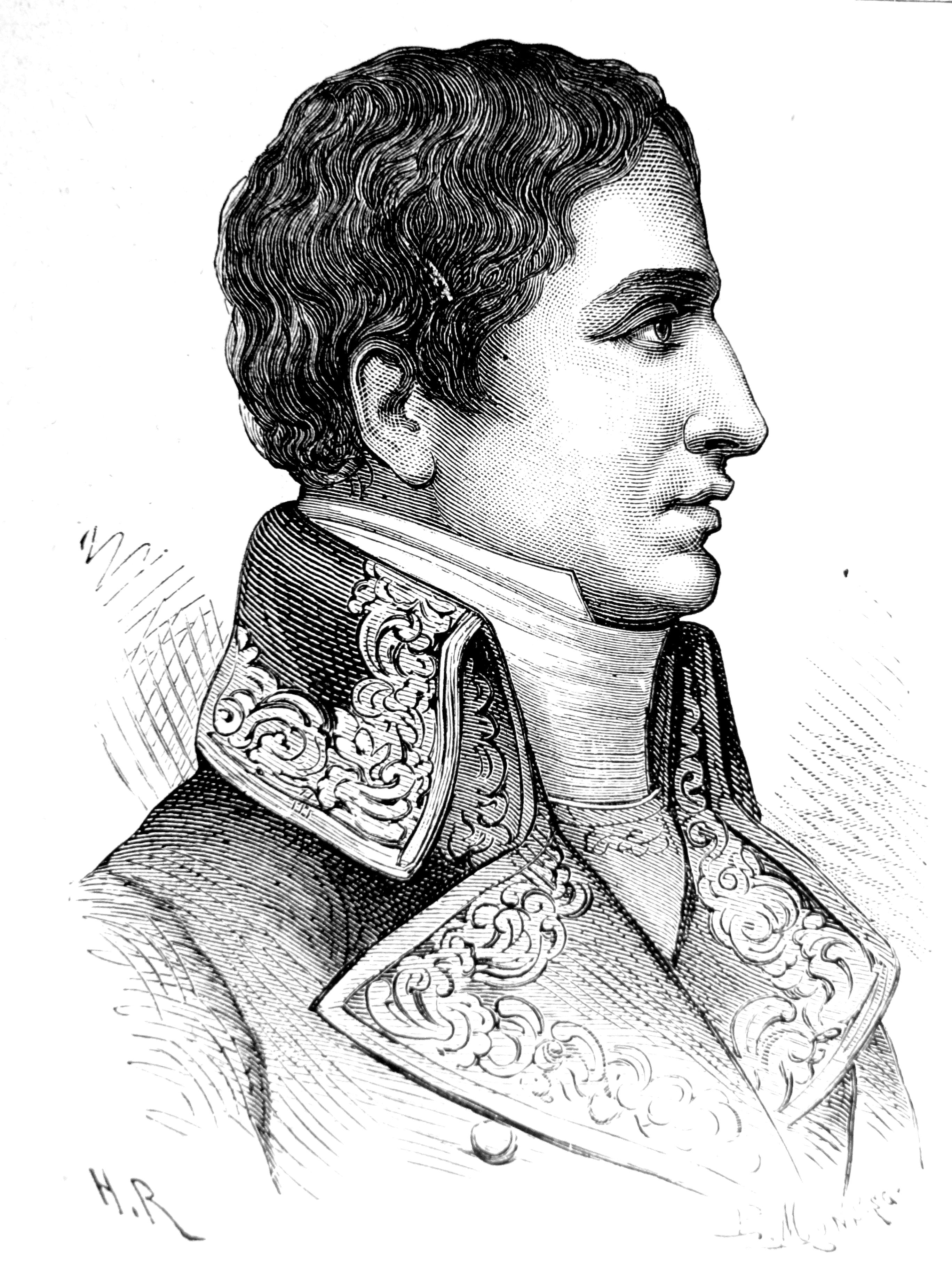
吕西安·波拿巴，五百人院最后一任主席

1799年10月，拿破仑的兄弟吕西安·波拿巴被任命为五百人院主席。不久，在雾月政变中，拿破仑带领一队掷弹兵冲入五百人院并驱逐议员，随后让自己当上了法兰西第一执政。此举终结了督政府，五百人院和元老院。

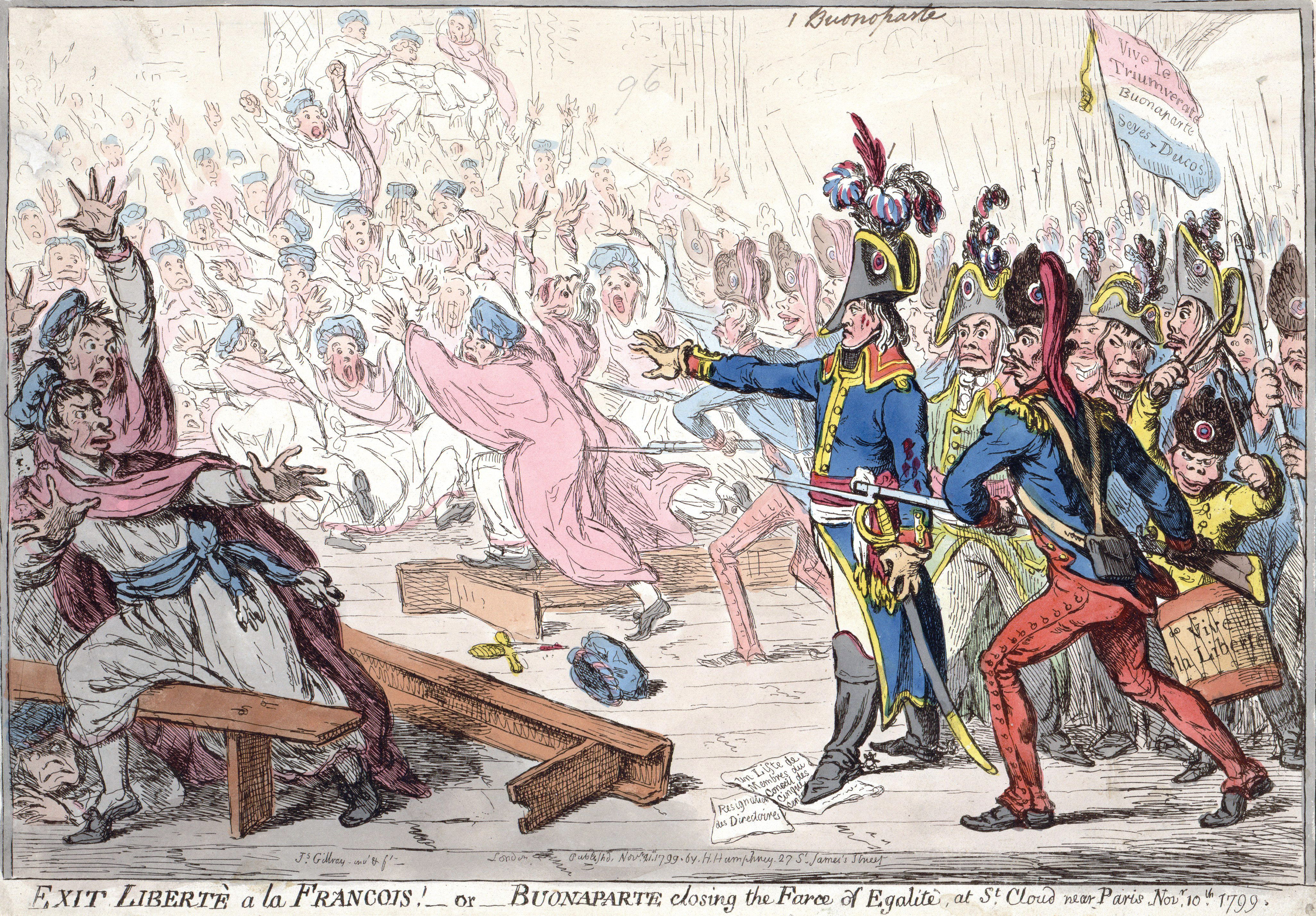
雾月政变的讽刺漫画